# Мотоделтапланер
Мотоделтапланерът е делтапланер с двигател.
Ползва се за развлечения, въздушни снимки, любителски полети, дори обработка с химикали от въздуха. Биват едноместни и двуместни.
Преимуществото спрямо делтапланера е, че може да излита от повече места, не се изисква голяма физическа сила, може да лети дълго и е по-независим от метеорологичните условия.
Едноместните апарати до 120 kg не изискват регистрация и пилотски лиценз, а и са най-достъпният и безопасен начин да полетите. Все пак е задължително пилотът да бъде обучен заради неговата безопасност, независимо че законът не го изисква. Обучението е много по-кратко и лесно, отколкото за самолетите.
|  | Уикипедия разполага с Портал:Авиация |

Този вид спорт и развлечение – мотоделтапланеризмът, заедно с мотопарапланеризма, набира все повече привърженици, тъй като може лесно да се практикува, планерите са удобни за транспорт и съхранение, не са особено скъпи и се изпитва удоволствието от полета с открит тип апарат.